# Uterus unicornis
Der Uterus unicornis („einhörnige Gebärmutter“) ist eine Fehlbildung der Gebärmutter (Uterus). Er entsteht durch das Fehlen eines der beiden Müller-Gänge, aus deren Verschmelzung die Gebärmutter beim Fötus entsteht.

## Häufigkeit und Risiko
Uterus unicornis macht etwa ein Viertel aller kongenitalen Uterusfehlbildungen aus.
Die Rate der Fehlgeburten aufgrund von Fehlbildungen des Uterus wird sehr unterschiedlich angegeben und liegt zwischen 5 und 30 Prozent. Bei Uterus unicornis liegt das Risiko einer Fehlgeburt bei etwa 50 Prozent.

## Einteilung

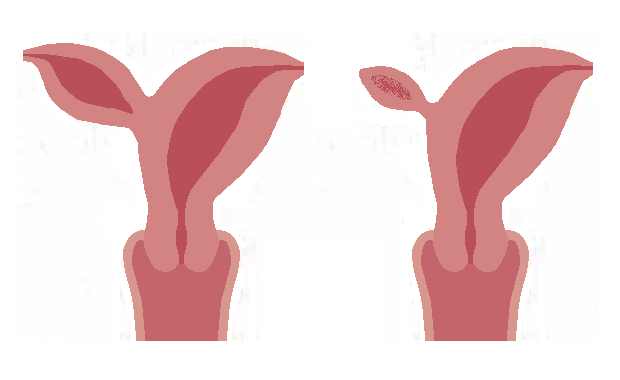

Der Begriff Uterus unicornis im weiteren Sinne umfasst gemäß der AWMF-Leitlinien folgende Formen:
- (a) kommunizierend, mit rudimentärem 2. Horn
- (b) nicht kommunizierend, mit rudimentärem 2. Horn
- (c) ohne Cavum, mit rudimentärem 2. Horn ohne Cavum
- (d) kein 2. Horn, Uterus unicornis im engeren Sinne

## Diagnostik
Die Diagnostik wird meist mittels Endoskopie durchgeführt, wobei die Hysteroskopie erste Hinweise liefert. Durch Laparoskopie kann eine Differenzialdiagnose durchgeführt werden.

## Therapie
Abhängig von der Ausbildung des rudimentären Horns ist eine Therapie möglich:
- kommunizierendes Horn mit Endometrium: keine Therapie möglich (ggf. Koagulation des Horns, Resektion bei Hämatometrabildung)
- nicht kommunizierendes Horn mit Endometrium: Laparoskopische Resektion des Horns (Gefahr von Hämatometra, hohe Endometrioseinzidenz)
- kein Kavum nachweisbar im rudimentären Horn: keine Therapie möglich
- kein rudimentäres Horn nachweisbar: keine Therapie möglich
- Schwangerschaft im rudimentären Horn nachweisbar: Laparoskopische Resektion des rudimenteren Horns

Eine Verbesserung der Fertilität ist nicht möglich.
Neben dem Uterus unicornis gibt es eine Reihe weiterer Gebärmutterfehlbildungen wie Uterus arcuatus („bogenförmige Gebärmutter“), Uterus duplex („doppelte Gebärmutter“) und Uterus bicornis bicollis („zweihalsig-zweihörnige Gebärmutter“).